# Мемориальный музей Бориса Пастернака
Мемориальный музей Бориса Пастернака — музей в Чистополе, Республика Татарстан, расположенный в доме, где с октября 1941 по июнь 1943 года жил, находясь в эвакуации, Борис Пастернак. Организован в 1990 году. Является структурным подразделением Чистопольского музея-заповедника.

## Пастернак в Чистополе
14 октября 1941 года с последним писательским эшелоном, в числе которого были Константин Федин, Анна Ахматова, Леонид Леонов, Борис Пастернак эвакуировался из Москвы в Чистополь. В городе он оказался 18 октября. Его жена Зинаида Нейгауз к тому времени уже работала там сестрой-хозяйкой в детском интернате Литфонда и жила при нём вместе с сыновьями — Лёней Пастернаком и Станиславом Нейгаузом. По протекции драматурга Переца Маркиша, уезжавшего в Ташкент, Пастернак сумел снять небольшую угловую комнату на втором этаже дома банковского служащего Василия Вавилова (улица Володарского, 75.).
Одно окно у меня на дорогу, за которою большой сад, называемый «Парком культуры и отдыха», а другое в поросший ромашками двор нарсуда, куда часто партиями водят изможденных заключенных, эвакуированных в здешнюю тюрьму из других городов, и где голосят на крик, когда судят кого-нибудь из местных.Переписка Бориса Пастернака
Чистопольский период Пастернака был ознаменован в основном переводческой деятельностью. Он привёз с собой в Чистополь заказ от издательства на перевод трагедий Шекспира «Ромео и Джульетта», «Антоний и Клеопатра». Перерабатывал «Гамлета», переведённого ещё до войны. Финалом работы над «Ромео и Джульеттой» стало публичное чтение трагедии в городском Доме учителя 26 февраля 1942 года. Денежный сбор полностью был переведён на подарки бойцам Красной Армии. Пастернак читал свои переводы Шекспира и по местному радио.
Здесь из-под его пера появились на свет стихотворения «Зима приближается», «Ожившая фреска», «Победитель», «В низовьях», «Весна», которые образовали лирический цикл.

Вспоминая свою жизнь в Чистополе, Пастернак писал: 
Жил я разнообразно, в общем, прожил счастливо. Счастливо в том отношении, что, насколько возможно, я старался не сгибаться перед бытовыми неожиданностями и переменами и прозимовал в привычном труде, бодрости и чистоте. Меня в этом отношении ничто не останавливало
.

## Создание музея
10 февраля 1990 года, в день 100-летия со дня рождения поэта, были открыты мемориальная доска на доме по улице Володарского, 75 (ныне улица Ленина, 81) в Чистополе и мемориальная комната, где жил Пастернак. 12 сентября 1990 года была открыта экспозиция музея «Чистопольские страницы», посвященная пребыванию деятелей литературы и искусства в Чистополе в годы войны.
Здание мемориального дома является типичным примером усадебной застройки конца XIX — начала XX веков. После революции дом несколько раз менял своё назначение: перед войной здесь располагался детский сад, а во время войны жила семья Вавиловых. Хозяева занимали на втором этаже большую комнату, а в маленькой квартировал Пастернак.
Внешний и внутренний облик здания с военных лет кардинально не изменился, что создало основу для музеефикации. Воссоздание обстановки мемориальных комнат происходило на основе воспоминаний людей, бывавших в гостях у Бориса Пастернака, и хозяев квартиры. Подробное описание внутреннего убранства дома имеется в книге «Театр» драматурга Александра Гладкова, дружившего в эвакуации с Пастернаком. На момент создания музея сохранились некоторые предметы, находившиеся в комнате писателя, теперь они представлены в экспозиции: кровать, рабочий стол писателя, стулья, в углу кушетка и книжный шкаф. На рабочем столе находится рукопись перевода «Ромео и Джульетты», книги, ручка, чернильница, карандаши, лезвия для бритвы, керосиновая лампа, старые письма. Семья старшего сына поэта Евгения Борисовича передала в музей пальто, валенки, чернильницу, ручку, которые были с Пастернаком в эвакуации, а также портрет Бориса Пастернака, выполненный Валерием Авдеевым с натуры в Чистополе в 1943 году.
В 1997 году «Дом, где в 1941—1943 г. жил поэт Пастернак Б. Л.» был поставлен на государственную охрану как памятник истории республиканского значения.
С момента своего создания музей соседствовал с жилыми помещениями нескольких семей, которые продолжали жить в доме, и занимал две двухкомнатные квартиры общей площадью 111 кв. метров. В 2010 году всё здание было передано музею.

## Музей сегодня
В 2012 году в здании были проведены масштабные ремонтно-реставрационные работы, после чего музей получил новые экспозиционные площади, зал для проведения мероприятий и временных выставок, кабинеты сотрудников и фондохранилище.
К 125-летию со дня рождения Бориса Пастернака в музее была создана новая экспозиция. В 6 залах (два из которых — мемориальные комната и кухня) представлена семья, в которой воспитывался будущий Нобелевский лауреат, годы его юности и учебы, взаимоотношения с властью, коллегами, чистопольский период жизни писателя, история создания романа «Доктор Живаго», изменившего судьбу Пастернака.
У музея есть традиция: каждый год в день рождения поэта начинается республиканский конкурс «Цель творчества — самоотдача», который продолжается весь февраль. У конкурса три номинации: художественное чтение, театрализованная иллюстрация биографии или произведения Пастернака, самостоятельное творчество: рисунки, сочинения, эссе.

## Внешние видеофайлы
- Мемориальному музею Б. Пастернака — 30 лет // Чистопольский музей-заповедник. 2020. 18 мая.
- Пастернак в Чистополе // Телеканал Будильник. 2016. 30 июня.
- «Пастернак на фоне Чистополя» // TNVtube. 2011. 18 февраля.
- Музей Пастернака в Чистополе стал местом встречи друзей // Чистополь-информ. 2018. 17 августа.